# Beuden
Beuden ist ein Ortsteil der Gemeinde Krostitz im sächsischen Landkreis Nordsachsen in Deutschland.

## Geografie
Beuden liegt westlich des Hauptortes Krostitz im Dreieck der Städte Leipzig, Eilenburg und Delitzsch an der Staatsstraße 7, die den Ort mit Kreuma und Mocherwitz verbindet. Zudem gibt es eine Ortsverbindung nach Kletzen. Auf der Flur des Ortes befindet sich die Ortswüstung Gruppach.

## Geschichte
Beuden ist von der Siedlungsform her ein Gassendorf. Es gehörte bis 1815 zum kursächsischen Amt Delitzsch. Durch die Beschlüsse des Wiener Kongresses kam der Ort zu Preußen und wurde 1816 dem Kreis Delitzsch im Regierungsbezirk Merseburg der Provinz Sachsen zugeteilt, zu dem er bis 1952 gehörte. Beuden wurde am 20. Juli 1950 nach Kletzen eingemeindet. Im Zuge der Kreisreform in der DDR von 1952 wurde Kletzen mit Beuden dem neu zugeschnittenen Kreis Delitzsch im Bezirk Leipzig zugeteilt, welcher 1994 im Landkreis Delitzsch aufging.
Seit 1994 war Beuden ein Ortsteil der Gemeinde Kletzen-Zschölkau, seit 1999 ein Ortsteil der Gemeinde Krostitz. Der kleine Ort Beuden drohte im 20. Jahrhundert auszusterben.

### Einwohnerentwicklung
| Jahr | Einwohner |
| ---- | --------- |
| 1818 | 80        |
| 1895 | 139       |
| 1925 | 134       |

| Jahr | Einwohner |
| ---- | --------- |
| 1939 | 125       |
| 1946 | 214       |
| 2012 | 105       |

Die Einwohnerzahl Beudenss lag 1818 bei unter 100. Bis zum Ausbruch des Zweiten Weltkrieges stieg die Einwohnerzahl um etwa 50. So lebten 1939 125 Menschen in Beuden. Nach Ende des Krieges stieg die Einwohnerzahl erneut. 1946 lebten 214 Einwohner in Beuden.